# I'll be your woman
I'll be your woman is een lied dat Pussycat in 1977 op een single en het album Souvenirs uitbracht. Het nummer werd geproduceerd door Eddy Hilberts en gearrangeerd door Gerard Stellaard. Op de B-kant verscheen het nummer Just a woman dat Hilberts produceerde met een gezamenlijk arrangement van hem, Paul Natte en Wim Jongbloed.
Het is de vijfde single die de band uitbracht en de eerste die alleen in Nederland en België in de hitlijsten stond, en niet in andere landen.
Het lied is een ballad met een zware toonzetting van een vrouw die haar geliefde toezegt zijn vrouw te zijn. Ze wil dat zijn in momenten van verdriet en pijn; in momenten van zonneschijn en regen. Ze wil hem leren geen verliezer te zijn.

## Hitnoteringen

### Nederland en België
| "I'll be your woman" in de Nederlandse Top 40 van 27-08-1977 t/m 08-10-1977 | "I'll be your woman" in de Nederlandse Top 40 van 27-08-1977 t/m 08-10-1977 | "I'll be your woman" in de Nederlandse Top 40 van 27-08-1977 t/m 08-10-1977 | "I'll be your woman" in de Nederlandse Top 40 van 27-08-1977 t/m 08-10-1977 | "I'll be your woman" in de Nederlandse Top 40 van 27-08-1977 t/m 08-10-1977 | "I'll be your woman" in de Nederlandse Top 40 van 27-08-1977 t/m 08-10-1977 | "I'll be your woman" in de Nederlandse Top 40 van 27-08-1977 t/m 08-10-1977 | "I'll be your woman" in de Nederlandse Top 40 van 27-08-1977 t/m 08-10-1977 | "I'll be your woman" in de Nederlandse Top 40 van 27-08-1977 t/m 08-10-1977 |
| Week                                                                        | 1                                                                           | 2                                                                           | 3                                                                           | 4                                                                           | 5                                                                           | 6                                                                           | 7                                                                           |                                                                             |
| --------------------------------------------------------------------------- | --------------------------------------------------------------------------- | --------------------------------------------------------------------------- | --------------------------------------------------------------------------- | --------------------------------------------------------------------------- | --------------------------------------------------------------------------- | --------------------------------------------------------------------------- | --------------------------------------------------------------------------- | --------------------------------------------------------------------------- |
| Positie                                                                     | 28                                                                          | 18                                                                          | 12                                                                          | 11                                                                          | 17                                                                          | 32                                                                          | 39                                                                          | uit                                                                         |

| "I'll be your woman" in de Nationale Hitparade van 03-09-1977 t/m 24-09-1977 | "I'll be your woman" in de Nationale Hitparade van 03-09-1977 t/m 24-09-1977 | "I'll be your woman" in de Nationale Hitparade van 03-09-1977 t/m 24-09-1977 | "I'll be your woman" in de Nationale Hitparade van 03-09-1977 t/m 24-09-1977 | "I'll be your woman" in de Nationale Hitparade van 03-09-1977 t/m 24-09-1977 | "I'll be your woman" in de Nationale Hitparade van 03-09-1977 t/m 24-09-1977 |
| Week                                                                         | 1                                                                            | 2                                                                            | 3                                                                            | 4                                                                            |                                                                              |
| ---------------------------------------------------------------------------- | ---------------------------------------------------------------------------- | ---------------------------------------------------------------------------- | ---------------------------------------------------------------------------- | ---------------------------------------------------------------------------- | ---------------------------------------------------------------------------- |
| Positie                                                                      | 18                                                                           | 12                                                                           | 16                                                                           | 18                                                                           | uit                                                                          |

| "I'll be your woman" in de Vlaamse Ultratop 30 van 03-09-1977 t/m 24-09-1977 | "I'll be your woman" in de Vlaamse Ultratop 30 van 03-09-1977 t/m 24-09-1977 | "I'll be your woman" in de Vlaamse Ultratop 30 van 03-09-1977 t/m 24-09-1977 | "I'll be your woman" in de Vlaamse Ultratop 30 van 03-09-1977 t/m 24-09-1977 | "I'll be your woman" in de Vlaamse Ultratop 30 van 03-09-1977 t/m 24-09-1977 | "I'll be your woman" in de Vlaamse Ultratop 30 van 03-09-1977 t/m 24-09-1977 |
| Week                                                                         | 1                                                                            | 2                                                                            | 3                                                                            | 4                                                                            |                                                                              |
| ---------------------------------------------------------------------------- | ---------------------------------------------------------------------------- | ---------------------------------------------------------------------------- | ---------------------------------------------------------------------------- | ---------------------------------------------------------------------------- | ---------------------------------------------------------------------------- |
| Positie                                                                      | 29                                                                           | 25                                                                           | 21                                                                           | 22                                                                           | uit                                                                          |

| "I'll be your woman" in de Vlaamse BRT Top 30 van 03-09-1977 t/m 15-10-1977 | "I'll be your woman" in de Vlaamse BRT Top 30 van 03-09-1977 t/m 15-10-1977 | "I'll be your woman" in de Vlaamse BRT Top 30 van 03-09-1977 t/m 15-10-1977 | "I'll be your woman" in de Vlaamse BRT Top 30 van 03-09-1977 t/m 15-10-1977 | "I'll be your woman" in de Vlaamse BRT Top 30 van 03-09-1977 t/m 15-10-1977 | "I'll be your woman" in de Vlaamse BRT Top 30 van 03-09-1977 t/m 15-10-1977 | "I'll be your woman" in de Vlaamse BRT Top 30 van 03-09-1977 t/m 15-10-1977 | "I'll be your woman" in de Vlaamse BRT Top 30 van 03-09-1977 t/m 15-10-1977 |
| Week                                                                        | 1                                                                           | 2                                                                           | 3                                                                           | 4                                                                           | 5                                                                           | 6                                                                           |                                                                             |
| --------------------------------------------------------------------------- | --------------------------------------------------------------------------- | --------------------------------------------------------------------------- | --------------------------------------------------------------------------- | --------------------------------------------------------------------------- | --------------------------------------------------------------------------- | --------------------------------------------------------------------------- | --------------------------------------------------------------------------- |
| Positie:                                                                    | 23                                                                          | 25                                                                          | 13                                                                          | 25                                                                          | 29                                                                          | 28                                                                          | uit                                                                         |